# Centro Internacional de Convenciones de Kaohsiung
El Centro Internacional de Convenciones de Kaohsiung (en chino: 高雄國際會議中心) es un centro de convenciones en el Distrito de Yancheng, Kaohsiung, en la isla de Taiwán. En 2012, el Gobierno de la Ciudad de Kaohsiung transformó el Centro de Exposiciones de Kaohsiung en el Centro Internacional de Convenciones de Kaohsiung. La Mayor actualización hecha fue la ampliación de 6 salas de conferencias hasta un total de 26 y 200 mesas de comedor de estilo banquete ahora se pueden acomodar en su primera planta, así como espacios para 500 vehículos. El centro de convenciones fue finalmente terminado y abierto en 2013.